# Elezioni parlamentari in Germania del 1928
Le elezioni parlamentari  tedesche del 1928 furono le quinte consultazioni politiche nazionali della Repubblica di Weimar e si tennero il 20 maggio. Quando si conclusero, partirono i preparativi per l'inizio della quarta legislatura del Reichstag.
L'affluenza fu del 75.6% e gli unici partiti di massa che in queste consultazioni registrarono un aumento significativo dei voti e dei seggi furono quello socialdemocratico, che arrivò a sfiorare il 30% dei consensi, e quello comunista che completò il netto successo della sinistra. Tuttavia i 153 scranni parlamentari conseguiti non bastavano all'SPD per avere una netta maggioranza, indi per cui essi furono costretti a formare un governo di coalizione guidato da Hermann Müller.
A seguito della sua nomina Müller, che era già stato cancelliere per quattro mesi nel 1920, formò un gabinetto che contava sull'appoggio di SPD, Centro Cattolico, DVP (liberalconservatori) e DDP (democratici). Tuttavia l'alleanza era afflitta da divisioni interne, dato che ogni partito era interessato al suo tornaconto clientelare e non alla sopravvivenza dell'esecutivo: prevalevano i piccoli interessi di bottega e quando Müller chiese al presidente Paul von Hindenburg dei poteri straordinari l'eroe della Grande Guerra rifiutò, decretando la fine dell'ultimo governo pienamente democratico di Weimar.
A destra persero più di un terzo dei loro voti i nazionalpopolari ed anche i nazisti, che per la prima volta si presentarono da soli alle elezioni, ottennero un risultato negativo (ancor più basso di quello conseguito quattro anni addietro). Tuttavia la Grande depressione, scoccata l'anno seguente, li avrebbe ben presto fatti diventare sempre più popolari; già in questa consultazione, tra l'altro, riuscirono a far breccia nell'elettorato contadino arrivando a superare il 10% dei suffragi in alcune zone rurali: almeno per adesso, era nelle grandi metropoli urbane che non avevano un grosso seguito.

## Risultati
| Partito | Partito                                                       | Voti (%) | Voti       | Seggi | Differenza (%) | /       |
| ------- | ------------------------------------------------------------- | -------- | ---------- | ----- | -------------- | ------- |
|         | Partito Socialdemocratico di Germania (SPD)                   | 29,8     | 9.152.979  | 153   | 3,8            | 22      |
|         | Partito Popolare Nazionale Tedesco (DNVP)                     | 14,3     | 4.381.563  | 73    | 6,2            | 30      |
|         | Partito di Centro Tedesco (DZP)                               | 12,1     | 3.712.152  | 61    | 1,5            | 8       |
|         | Partito Comunista di Germania (KPD)                           | 10,6     | 3.264.793  | 54    | 1,7            | 9       |
|         | Partito Popolare Tedesco (DVP)                                | 8,7      | 2.679.703  | 45    | 1,4            | 6       |
|         | Partito Democratico Tedesco (DDP)                             | 4,8      | 1,479,374  | 25    | 1,5            | 7       |
|         | Partito della Classe Media Tedesca (WP)                       | 4,5      | 1.387.602  | 23    | 2,2            | 11      |
|         | Partito Popolare Bavarese (BVP)                               | 3,1      | 945.644    | 17    | 0,6            | 2       |
|         | Partito Nazionalsocialista Tedesco dei Lavoratori (NSDAP)     | 2,6      | 810.127    | 12    | 0,4            | 2       |
|         | Partito Cristiano-Nazionale dei Contadini e dei Rurali (CNBL) | 1,9      | 571.891    | 9     | -              | -       |
|         | Partito Popolare del Reich                                    | 1,7      | 509.471    | 2     | -              | -       |
|         | Partito dei Contadini Tedeschi (DBP)                          | 1,6      | 481.254    | 8     | -              | -       |
|         | Lega Agraria (Landbund)                                       | 0,7      | 199.548    | 3     | 0,9            | 5       |
|         | Partito Tedesco-Hannoveriano (DHP)                            | 0,6      | 195.555    | 4     | 0,3            | Stabile |
|         | Contadini Sassoni                                             | 0,4      | 127,700    | 2     | -              | -       |
|         | Altri                                                         | 2,1      | 587.521    | -     |                |         |
| Totale  | Totale                                                        | 100,00   | 30.753.247 | 491   |                | 2       |